# Isofix

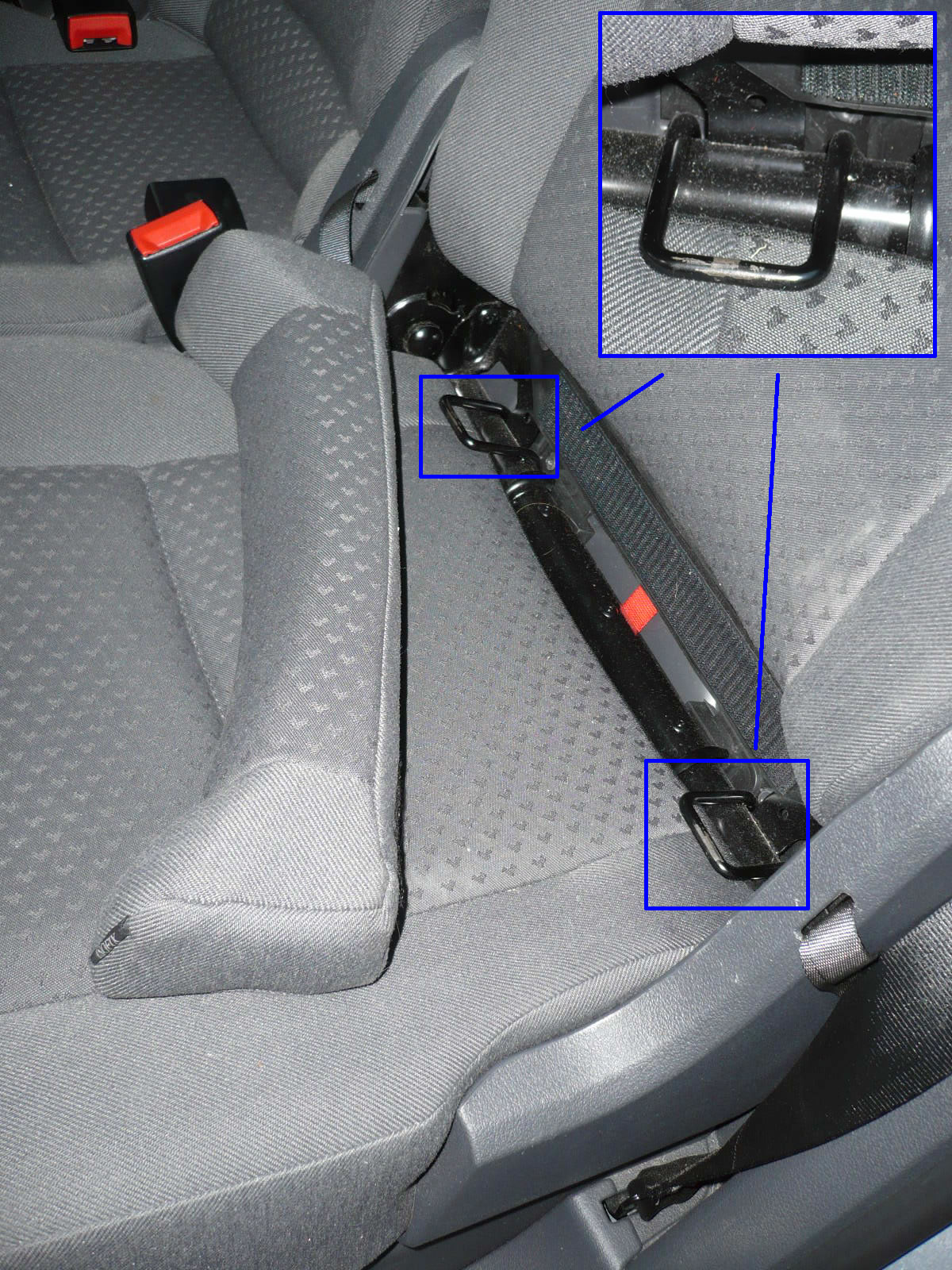
Ukotvení Isofix pod odnímatelným krytem

ISOFIX je mezinárodní standard (ISO 13216) ukotvení dětské autosedačky. U systému ISOFIX se výrobcem schválené dětské sedačky propojí s konstrukcí vozu pomocí pevných třmenů. Výhodou systému ISOFIX je jednoduché a pevné ukotvení sedačky ve vozidle. Normované kotevní body systému ISOFIX jsou na krajních sedadlech vzadu. Systém ISOFIX pomáhá spolehlivým propojením sedačky s vozidlem snížit riziko zranění dětí. Součástí volitelné výbavy mohou být kotevní body ISOFIX i pro sedadlo předního spolujezdce, ovšem jen pro ty modely, u kterých je možné deaktivovat airbagy na straně spolujezdce. Systém je používán od září 2002 (USA).

## Historie
Prvním automobilem se systémem ISOFIX se stal VW Golf IV. generace. Postupem času se tento systém stal mezinárodním standardem.